# Grete Wold
Grete Wold (nascida a 15 de janeiro de 1968) é uma política norueguesa.
Ela foi eleita representante no Storting pelo círculo eleitoral de Vestfold para o período 2021-2025, pelo Partido da Esquerda Socialista.